# Lijst van voetbalinterlands Bermuda - Faeröer (vrouwen)
Deze lijst van voetbalinterlands is een overzicht van alle officiële voetbalinterlands tussen de nationale vrouwenteams van Bermuda en Faeröer. De landen hebben tot nu toe één keer tegen elkaar gespeeld.

## Wedstrijden
| № | Plaats        | Datum        | Competitie        | Wedstrijd         | Uitslag |
| - | ------------- | ------------ | ----------------- | ----------------- | ------- |
| 1 | Cunningsburgh | 12 juli 2005 | Eilandspelen 2005 | Bermuda − Faeröer | 0 − 3   |

## Samenvatting
| Competitie   | Totaal gespeeld | Winst Bermuda | Gelijk | Winst Faeröer | Doelsaldo Bermuda – Faeröer |
| ------------ | --------------- | ------------- | ------ | ------------- | --------------------------- |
| Eilandspelen | 1               | 0             | 0      | 1             | 0 − 3                       |
| Totaal       | 1               | 0             | 0      | 1             | 0 − 3                       |

BFA · A-internationals · Bermudaans mannenelftal
2000 – 2009 · 2010 – 2019 · 2020 – 2029
Amerikaanse Maagdeneilanden ·
Antigua en Barbuda ·
Bahama's ·
Barbados ·
Belize ·
Cuba ·
Dominica ·
Dominicaanse Republiek ·
Faeröer ·
Grenada ·
Guyana ·
Haïti ·
Jamaica ·
Kaaimaneilanden ·
Puerto Rico ·
Saint Kitts en Nevis ·
Saint Vincent en de Grenadines ·
Suriname ·
Trinidad en Tobago ·
Turks- en Caicoseilanden